# Teenslippers

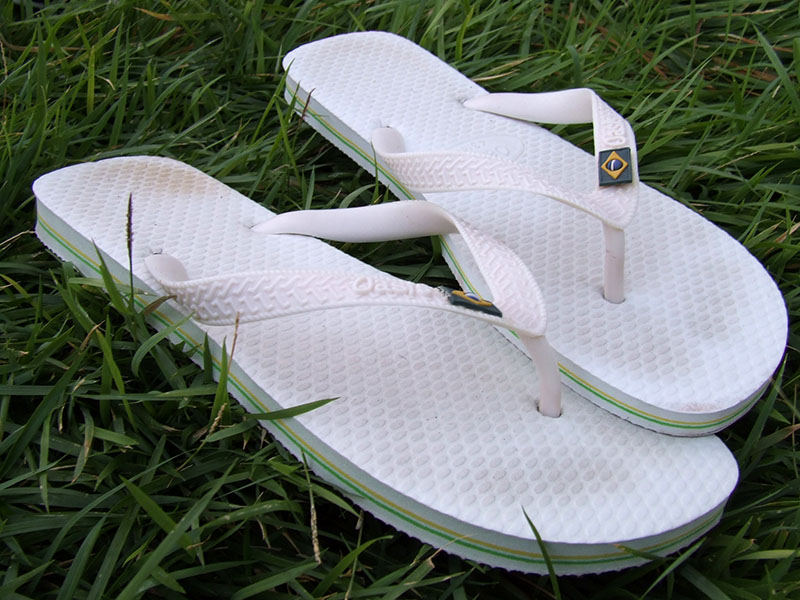
een paar teenslippers

Een teenslipper is een variant van de slipper, een slipper die zijn naam ontleent aan een opstaand stukje hout, leer, plastic of ander stevig materiaal, tussen de grote teen en de tweede teen van de voet geklemd gedragen, wat voor stevigheid zorgt. Teenslippers worden vaak geassocieerd met primitieve culturen en alternatieve stromingen, zoals de hippies. In Vlaanderen noemen ze teenslippers ook wel teensletsen of sleffers.